# Niphopyralis myrmecophila
Niphopyralis myrmecophila is een vlinder uit de familie van de grasmotten (Crambidae), uit de onderfamilie van de Spilomelinae. De wetenschappelijke naam van deze soort is voor het eerst voorgesteld als Wurthia myrmecophila door Walter Karl Johann Roepke in een publicatie uit 1916.
De soort komt voor in Indonesië (Java).